# 竹叶兰
竹叶兰（学名：Arundina graminifolia），又名鳥仔蘭、葦草蘭，屬於兰科竹叶兰属。竹葉蘭可能是竹葉蘭屬下唯一的一個種，但種內的變異極大，植株、花朵大小以及花色有很大的變化。分布于亚洲热带至大洋洲的一些岛屿。 過去常見生長於臺灣全島1000公尺以下的山區草地或平野草原陽光充足處；多年生植株可以長成一大叢，植株形態高似蘆葦不易被注意，當莖頂開花時，形似粉紅小鳥飛踞枝頭隨風晃動，所以稱為鳥仔花，現稱鳥仔蘭，是庭園景觀、公園草皮極佳的植栽素材。

## 圖片

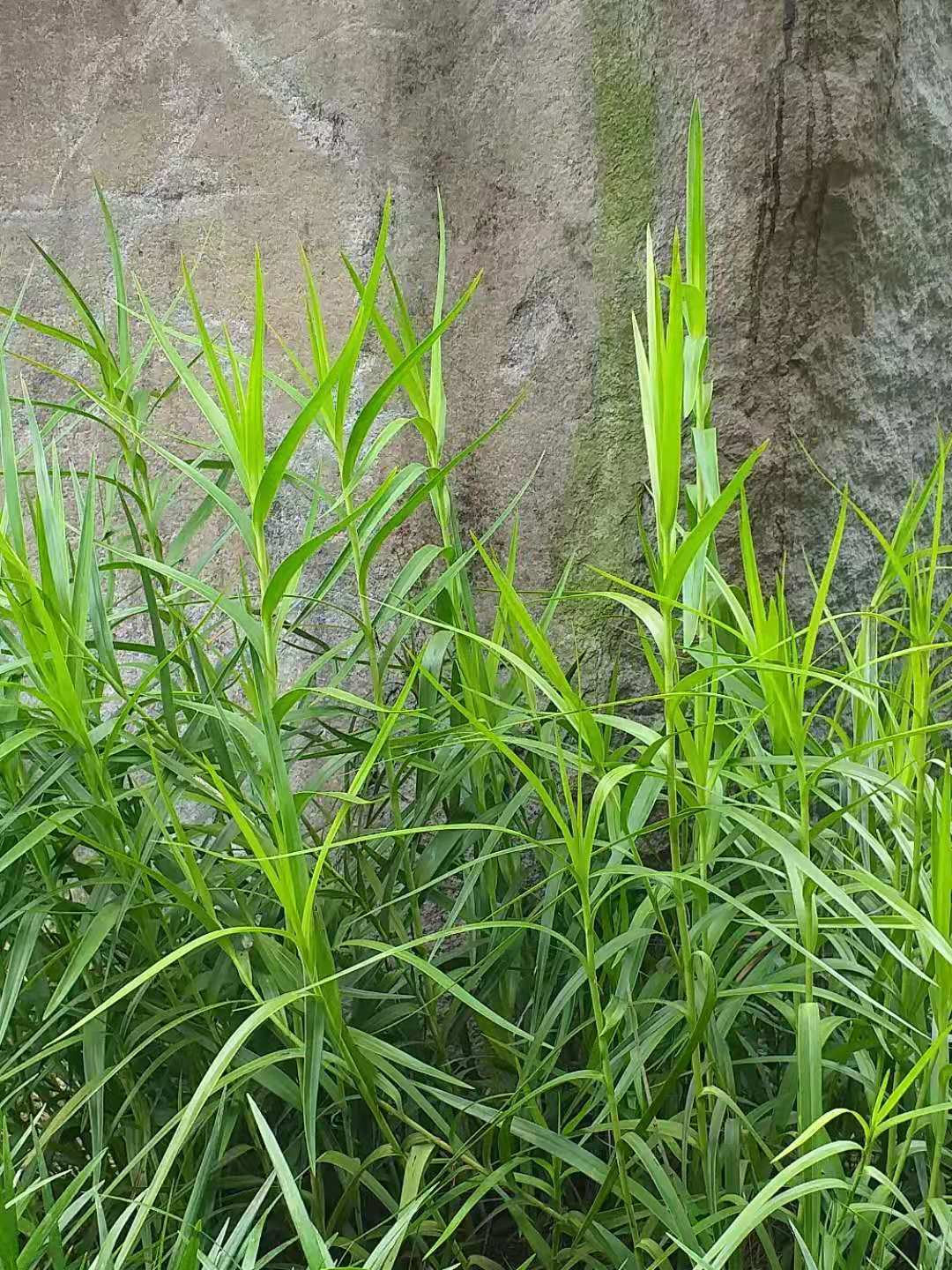
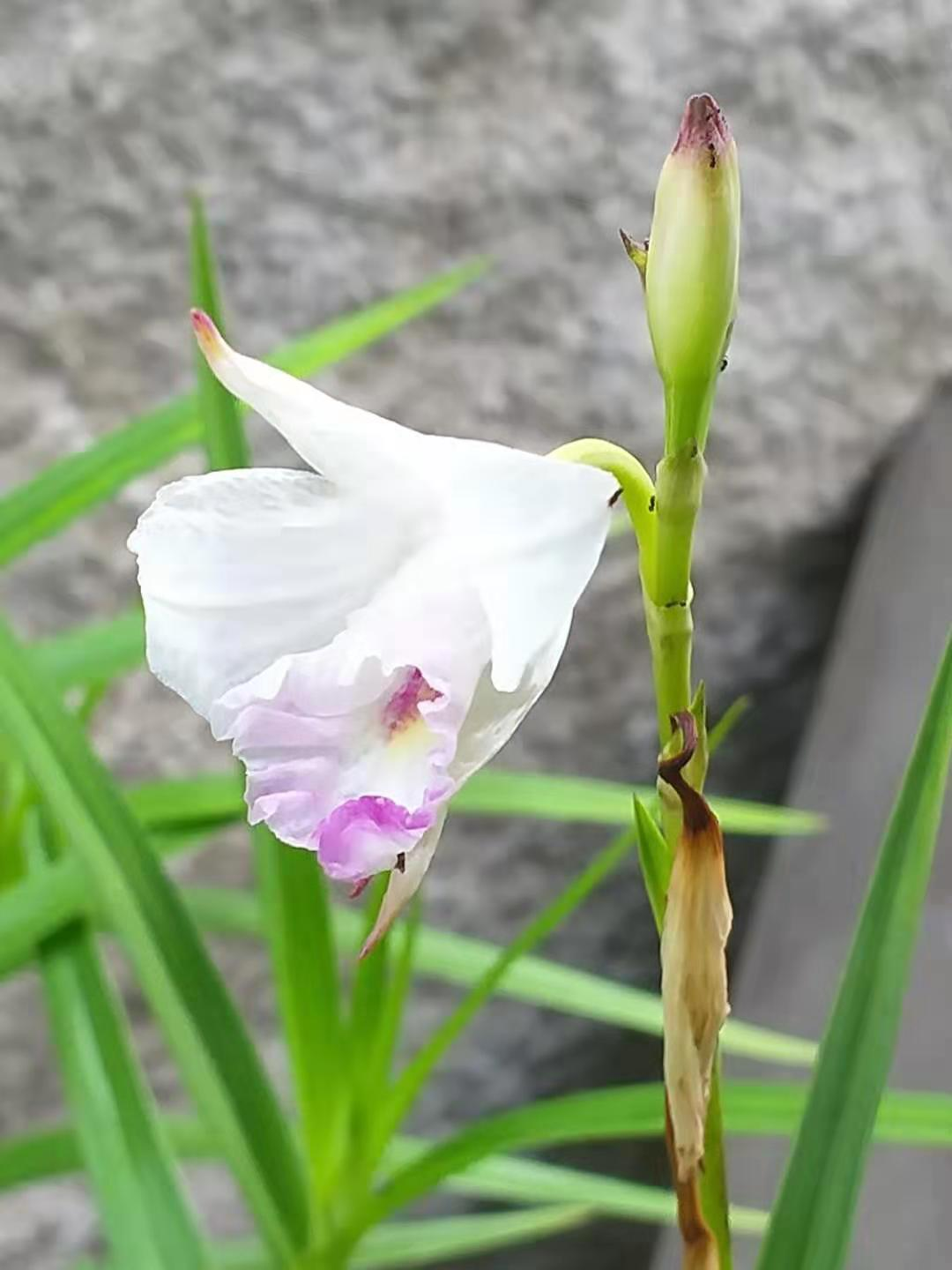
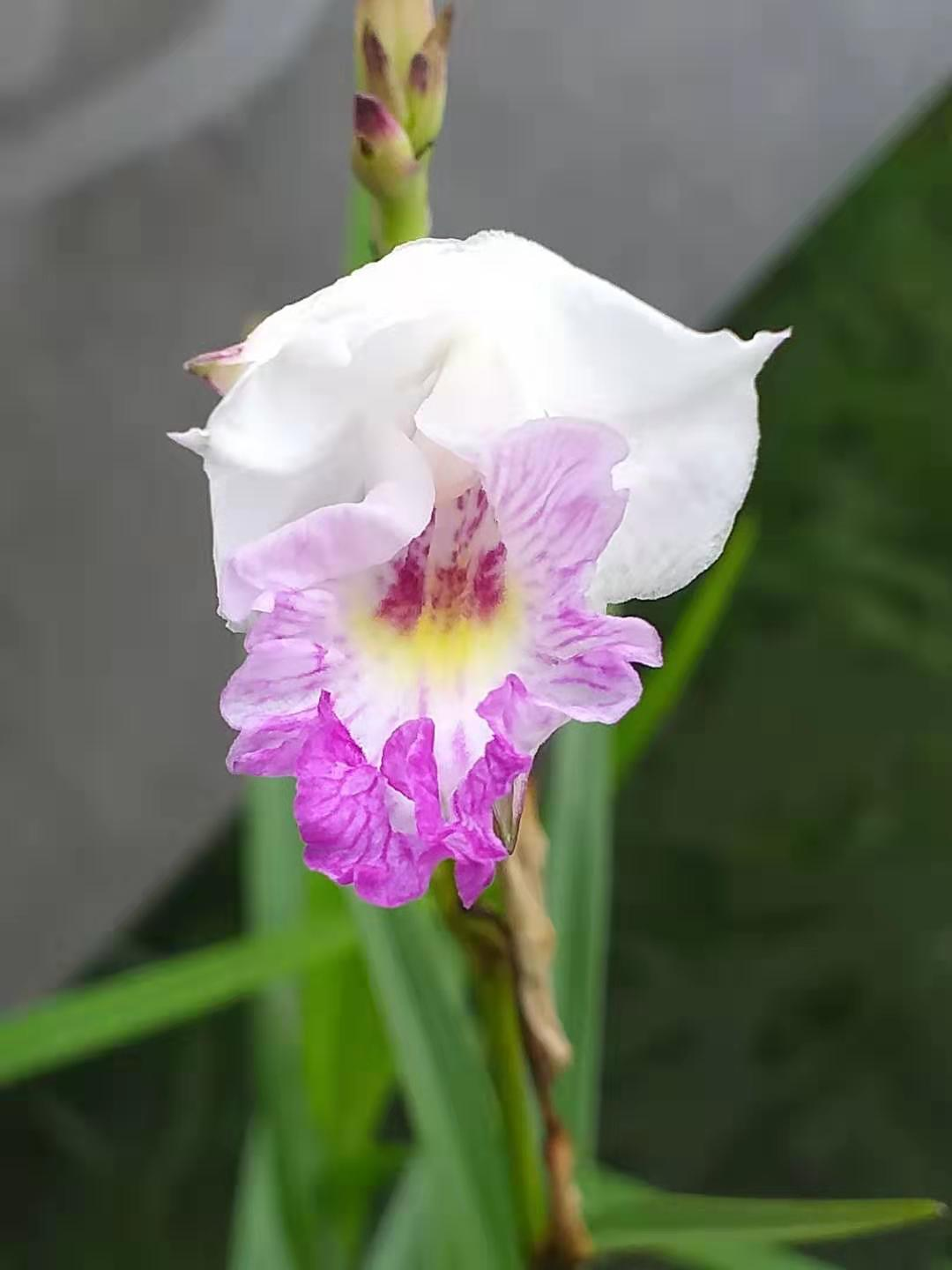
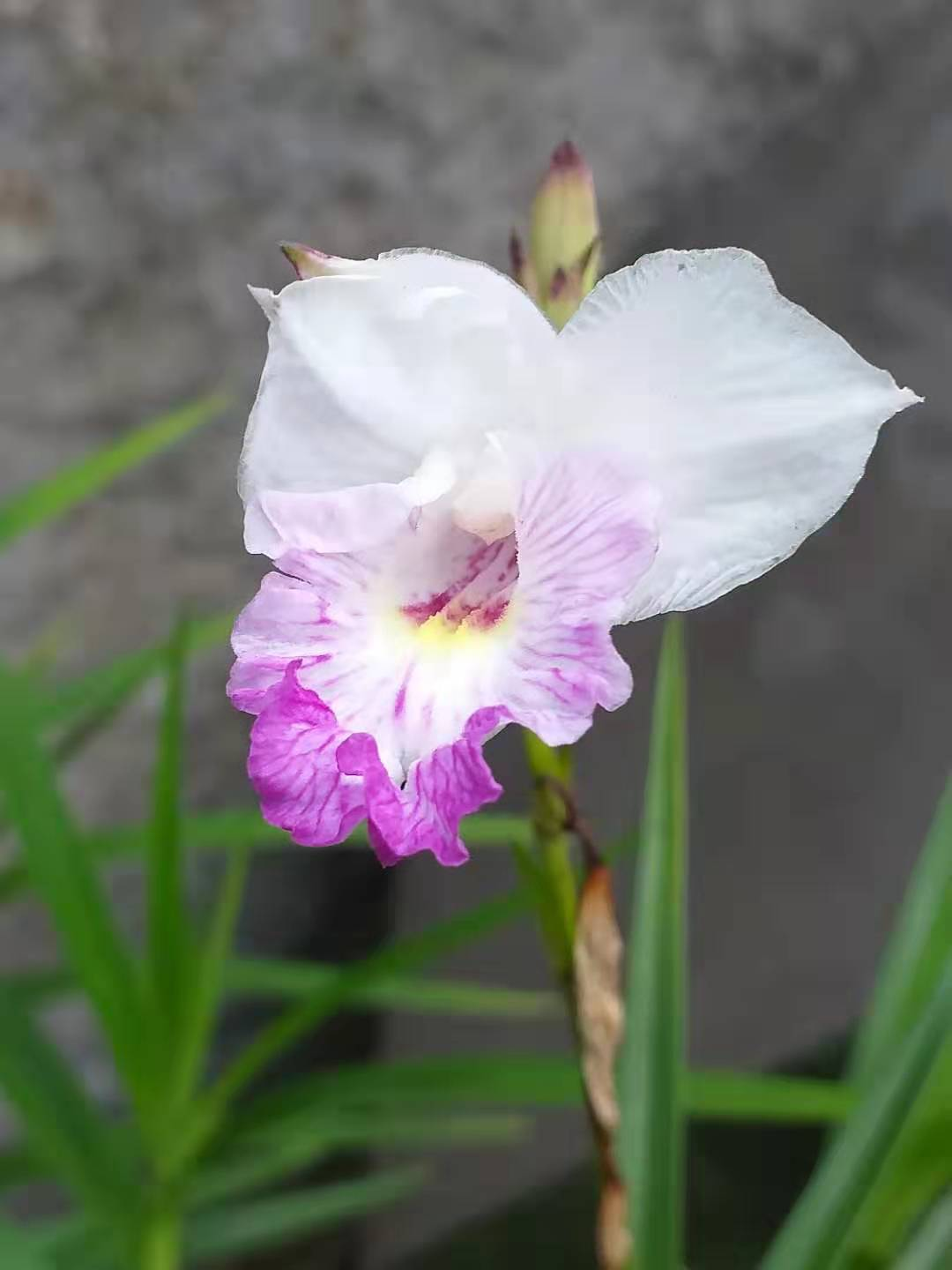

## 引文出處
1. 1 2  .
2. ↑  . 中国数字植物标本馆. （原始内容存档于2012-04-11）.